# Selección de fútbol de Macedonia del Norte
La selección de fútbol de Macedonia del Norte (en macedonio: Фудбалска репрезентација на Северна Македонија, romanizado: Fudbalska reprezentacija na Severna Makedonija), también conocida como selección de fútbol de Macedonia, es el equipo representativo del país en las competiciones oficiales. Su organización está a cargo de la Federación de Fútbol de Macedonia del Norte, perteneciente a la UEFA.
La selección de Macedonia del Norte nació en 1993, tras la Guerra de Yugoslavia. Antes de ese evento, los jugadores macedonios jugaban en la selección yugoslava. Esta selección suele disputar sus partidos como local en el Toše Proeski Arena.
La selección de la República de Macedonia fue reconocida por la FIFA bajo el nombre de ARY de Macedonia, tras un compromiso entre Grecia y la República de Macedonia en el año 1993, que significaba Antigua República Yugoslava de Macedonia. Pero desde el día 15 de febrero de 2019, debido al cambio de nombre del país, la selección nacional cambió su nombre al de Macedonia del Norte.
Una de sus hazañas más importantes fue que su selección selección sub-23, se clasificó a la Eurocopa Sub-21 de 2017, eliminando a la sub-23 de Francia.
El mayor éxito de la selección mayor fue su histórica clasificación a la Eurocopa 2020, lograda el día 12 de noviembre de 2020, tras finalizar primera en su grupo de la Liga de Naciones de la UEFA 2018-19 y vencer en los play-offs a Kosovo y Georgia, respectivamente.
El 31 de marzo de 2021, Macedonia del Norte logró una histórica victoria por 2 a 1 a Alemania de visitante por las Clasificatorias para la Copa Mundial de Fútbol de 2022. En la misma clasificatoria, logró acceder a los play-offs como segundo de grupo, siendo uno de los equipos más goleadores de la clasificatoria con 23 goles a favor. En los play-offs, consiguió una histórica victoria ante Italia, la vigente campeona de Europa, de visita por 0-1 logrando así clasificar a la final de los play-offs, donde fue vencida por Portugal por 2 a 0.

## Historia
En el período entre 1945 y 1991, Macedonia era representada internacionalmente por la selección de Yugoslavia, por ende, solo jugaba partidos de exhibición contra equipos de otras repúblicas yugoslavas, siendo representada por jugadores macedonios, bajo los tradicionales colores rojo, amarillo y blanco. Los primeros clubes de fútbol se formaron en la época otomana a principios del siglo XX.

### Inicios (1993-1996)
En 1994, la República de Macedonia se convirtió en la primera nación ex-yugoslava en unirse a la FIFA y la UEFA. El equipo nacional comenzó su viaje futbolístico con una victoria por 4-1 contra Eslovenia, en un amistoso el 13 de octubre de 1993 con el entrenador Andon Dončevski.
Continuaron ganando sus dos próximos amistosos contra Eslovenia y Estonia. El equipo inaugural de Macedonia contó con Darko Pančev, que jugó para el Inter de Milán en Italia.

#### Clasificatorias Euro 1996
La clasificación para la Euro 96 fue el primer torneo de clasificación importante en el que participó Macedonia como nación independiente y se agruparon con España, Dinamarca, Bélgica, Chipre y Armenia. En su primer partido, que también fue su primer partido oficial, Macedonia se enfrentó a la actual campeona de Europa, Dinamarca.
El juego se jugó en Skopie el 7 de septiembre de 1994 y terminó 1-1 con Macedonia liderando la mayor parte del juego después de anotar en el cuarto minuto. En esta fase de clasificación, Macedonia sufrió una de sus peores derrotas cuando perdió 0-5 ante Bélgica en casa el 7 de junio de 1995. No lograron clasificarse para la Euro 96, terminando cuartos en el grupo con siete puntos.

### Era de Hadžievski, Kanatlarovski y Jovanovski (1996-2000)

#### Clasificación para la Copa del Mundo 1998
Fue el primer intento de clasificación de Macedonia para la Copa del Mundo, donde fueron agrupados junto Rumania, República de Irlanda, Lituania, Islandia y Liechtenstein.
El torneo comenzó el 24 de abril de 1996 con una victoria por 3-0 en casa contra Liechtenstein. El 9 de noviembre de 1996, Macedonia registró la mayor victoria de su historia, una paliza de 11 a 1 sobre Liechtenstein.  Macedonia derrotó a la República de Irlanda 3-2 en casa, su primera victoria sobre un equipo europeo importante, pero no pudo clasificar para la Copa del Mundo de 1998 en Francia, terminando cuarto en el grupo con 13 puntos.

#### Clasificatorias Euro 2000
La campaña de Macedonia para clasificarse para la Euro 2000 celebrada en Países Bajos y Bélgica, en donde fueron agrupados con Serbia y Montenegro, República de Irlanda, Croacia y Malta. Una vez más abrieron su campaña de clasificación con una victoria después de vencer a Malta 4-0 en casa el 6 de septiembre de 1998. Su resultado más notable en la campaña fue un empate 1-1 contra Croacia en junio de 1999, con un empate de Gjorgji Hristov en 10 minuto antes del final del juego. Ayudaron a Yugoslavia a clasificarse directamente y eliminar a Croacia porque empató 1-1 contra la República de Irlanda con un empate en el último minuto de Goran Stavrevski. Sin embargo, no lograron clasificar, terminando cuartos en el grupo con ocho puntos.

#### Eliminatorias para la Copa del Mundo 2002
La campaña de clasificación de Macedonia para la Copa del Mundo de 2002 los vio agrupados con Suecia, Turquía, Eslovaquia, Moldavia y Azerbaiyán. No tuvieron éxito en su primer partido, bajando a Eslovaquia 2-0 en Eslovaquia el 3 de septiembre de 2000. Los macedonios una vez más no pudieron clasificar para la Copa del Mundo de 2002, que se celebró en Japón y Corea del Sur, ya que terminaron cuartos en el grupo con siete puntos.

### Campañas Irregulares (2001-2006)

#### Clasificación Euro 2004
Los eliminatorias para la Eurocopa 2004 vieron a Macedonia agrupada junto a Inglaterra, Turquía, Eslovaquia y Liechtenstein. A pesar de que Macedonia no pudo ganar sus primeros cuatro juegos de la campaña, logró registrar uno de los resultados más memorables de su corta historia.
El 16 de octubre de 2002, Macedonia se enfrentó a la ex campeona mundial Inglaterra en Southampton, que fue el primer partido de Inglaterra en casa en Southampton en casi 100 años. Macedonia tomó la delantera a principios de la primera mitad después de que Artim Šakiri anotara directamente de un tiro de esquina, dejando al portero inglés David Seaman aturdido. Inglaterra pronto empató el juego, pero no antes de que Macedonia lograra tomar la delantera una vez más.
Sin embargo, el juego terminó 2-2 después de que Inglaterra logró anotar un segundo empate en la segunda mitad. Macedonia perdió ante Inglaterra 2-1 en casa en el partido de vuelta, que tuvo lugar en septiembre de 2003. La única victoria de Macedonia en la campaña llegó el 7 de junio de 2003, cuando vencieron a Liechtenstein por 3-1 en casa. Macedonia no se clasificó para la Eurocopa 2004, que se celebró en Portugal, y terminó cuarto en el grupo con seis puntos.

#### Eliminatorias para la copa del mundo Alemania 2006
Macedonia fue sorteada en el Grupo 1 y se agrupó con Países Bajos, República Checa, Rumania, Finlandia, Armenia y Andorra. Consiguieron abrir su campaña con una cómoda victoria por 3-0 en casa contra Armenia el 18 de agosto de 2004. Macedonia no ganó otro partido en casa por más de tres años.
El 9 de octubre de 2004, Macedonia logró mantener a Holanda en un sorpresivo empate 2-2 en Skopie frente a una multitud de 17,000 en el Toše Proeski Arena, pero en su siguiente juego, solo cuatro días después, sufrieron una de sus derrotas más vergonzosas, una derrota por 1-0 ante Andorra, uno de los equipos más débiles del mundo. También en este torneo, Macedonia estableció un nuevo récord de equipo para la mayoría de los goles concedidos en un partido cuando perdió por 6-1 a domicilio ante la República Checa el 8 de junio de 2005.
Macedonia concedió ocho goles más en los dos siguientes partidos de clasificación, ambos contra Finlandia. El 23 de agosto de 2005, el entrenador Slobodan Santrač dimitió como entrenador de Macedonia después de sólo cinco meses en el puesto debido a problemas personales, y el exjugador Boban Babunski asumió temporalmente el cargo de entrenador. La renuncia se produjo pocos días después de que Finlandia los derrotara 3-0 en Skopie. A pesar de su pobre desempeño durante la campaña de clasificación para la Copa del Mundo de 2006, Macedonia logró terminar la campaña en lo más alto con un empate 0-0 contra Holanda en Ámsterdam.
Este resultado hizo que Macedonia, con los dos empates ante Holanda, fuera el único equipo del grupo que no había sido derrotado por Holanda. Holanda ganó 10 de sus 12 partidos en la campaña de la Copa del Mundo de 2006. Macedonia no pudo clasificarse para la Copa del Mundo de 2006 en Alemania, terminando quinto en el grupo con nueve puntos.

#### Torneo de Irán
Tras la finalización del torneo de clasificación para la Copa del Mundo de 2006, en noviembre de 2005, Macedonia participó en un torneo amistoso en Irán que consta de cuatro equipos, cada equipo de un continente diferente. Los equipos fueron Macedonia, Irán, Paraguay y Togo. En su primer partido, ganaron 2-1 contra la nación anfitriona Irán, reservando un lugar en la final contra Paraguay. Perdieron la final contra Paraguay 0-1. Macedonia fue la única nación en este torneo amistoso que no se había clasificado para la Copa del Mundo de 2006.

### La era Srečko Katanec y su mejor ranking FIFA (2006-10)

#### Clasificatorias para la Eurocopa 2008
Macedonia fue agrupada en el Grupo E junto a Inglaterra, Croacia, Rusia, Israel, Estonia y Andorra. El 17 de febrero de 2006, el exentrenador de la selección eslovena, Srečko Katanec, fue nombrado entrenador en jefe y recibió un contrato de dos años.
En los amistosos previos a las eliminatorias para la Eurocopa 2008, Macedonia logró dos importantes victorias, por 2-1 frente a Ecuador en Madrid, siendo su primera victoria contra un país sudamericano, y una semana más tarde, ganaron por 1-0 a la selección de Turquía.
Macedonia debutó en la fase de clasificación para la Eurocopa 2008 con una victoria por 0-1 ante Estonia el 16 de agosto de 2006, con gol de Goce Sedloski en el minuto 73, lo que significó que fueran el primer equipo en marcar un gol en la fase de clasificación para la Eurocopa 2008. Macedonia recibió a Inglaterra el 6 de septiembre de 2006 en su segundo partido de la fase de clasificación, donde Inglaterra ganó 0-1, con gol de Peter Crouch para el equipo visitante, en el minuto 46. Esta fue la primera vez que Macedonia no pudo anotar contra Inglaterra.
Un mes después, el 7 de octubre de 2006, los dos equipos se enfrentaron una vez más en Mánchester, donde Inglaterra empató 0-0 frente a 72.062 personas. El 17 de octubre de 2007, Macedonia logró su primera victoria en casa desde agosto de 2004, cuando derrotó a Andorra por 3-0 en Skopie.
Macedonia luego registró una de sus victorias más impresionantes hasta la fecha cuando consiguió una victoria por 2-0 sobre la eventual ganadora del grupo, Croacia, el 17 de noviembre de 2007, lo que provocó la mayor sorpresa del Grupo A; siendo también la primera victoria de Macedonia sobre un equipo que estaba clasificado entre los diez primeros de la Clasificación Mundial de la FIFA. A pesar de los resultados sorpresivos, una vez más no pudieron clasificarse para la Eurocopa, después de terminar quinto en el grupo con 14 puntos.

#### Eliminatorias Sudáfrica 2010
El 25 de noviembre de 2007, pocos días después de que Macedonia terminara su campaña de clasificación para la Eurocopa 2008, fue agrupada como cabeza de serie en el Bombo 4, junto a Países Bajos, Escocia, Noruega e Islandia. El entrenador Srečko Katanec recibió una extensión de contrato por dos años, el 21 de diciembre de 2007, lo que significó que estaría al mando de la selección hasta el final de las eliminatorias a Sudáfrica 2010. En el período previo a la campaña, Macedonia jugó tres amistosos contra Serbia, Bosnia y Herzegovina y Polonia, terminando todos en empate.
Macedonia abrió su campaña con una victoria de local por 1-0 contra Escocia, el 6 de septiembre de 2008, cuando Ilčo Naumoski anotó en un rebote tras un buen lanzamiento de falta de Goce Sedloski. Gracias a estos resultados, Macedonia llegó a ocupar el puesto 46 en el Ranking FIFA de octubre de 2008, la cual ha sido su posición más alta en la historia. Srečko Katanec dejó el equipo tras perder por 4-0 ante Holanda en Ámsterdam, en abril de 2009, por supuestamente tener una discusión con el jugador Goran Pandev.

### Época de crisis (2010-2018)

#### Eliminatorias para la Eurocopa 2012

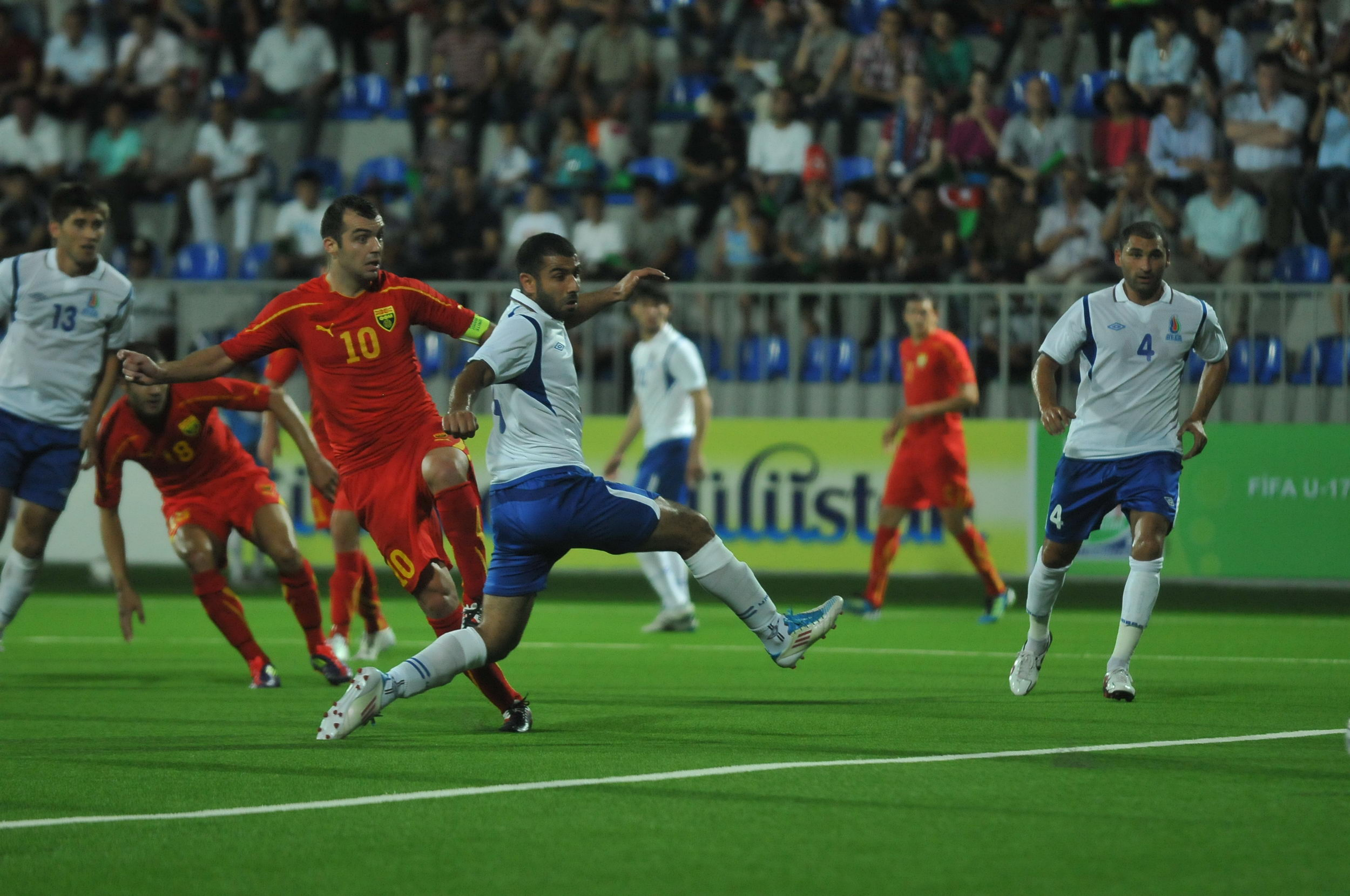
Macedonia del Norte en un amistoso contra

El 7 de febrero de 2010, Macedonia fue agrupada en el Grupo B de las eliminatorias para la Eurocopa 2012 junto a Rusia, Eslovaquia, República de Irlanda, Armenia y Andorra. En el período previo a las eliminatorias, una Macedonia con poca fuerza jugó amistosos contra Azerbaiyán, Rumania y Malta, ganando los dos primeros 3–1 y 1–0 respectivamente, luego empatando 1-1 contra Malta.
Sin embargo, en las eliminatorias no les fue tan bien. En cambio, Macedonia terminó en una decepcionante quinta posición en el grupo con solo dos victorias frente a Andorra y dos empates, contra Armenia y Eslovaquia, ambos en casa. Debido a los malos resultados obtenidos, el entrenador Mirsad Jonuz fue despedido el 18 de junio de 2011, siendo reemplazado por John Toshack, que lideró a Macedonia en los últimos cuatro partidos con una victoria, un empate y dos derrotas.

#### Eliminatorias para la Copa del Mundo Brasil 2014
Para las eliminatorias de la Copa del Mundo de 2014, fueron agrupados con Croacia, Serbia, Bélgica, Escocia y Gales. En agosto de 2012, John Toshack dejó el cargo de entrenador, siendo reemplazado por Čedomir Janevski. Comenzarían la ronda de clasificación con una derrota ante Croacia, en Zagreb y un empate ante Escocia en Glasgow. Volvieron a perder ante Croacia y le ganaron a Serbia en Skopie tras un penal lanzado por Agim Ibraimi. Posteriormente, perderían dos veces ante Bélgica, ganarían antes Gales y perderían contra Escocia en casa. A finales de septiembre de 2013, Janevski dejaría el equipo, para marcharse al club belga RAEC Mons, siendo reemplazado por Zoran Stratev en los dos últimos partidos. La selección nacional perdería sus últimos dos partidos en casa, ante Gales y Serbia, terminando últimos en su grupo.
Después de la fallida clasificación, Goran Pandev, Nikolče Noveski, Veliče Šumulikoski y otros se retirarían de la selección nacional debido a las turbulentas relaciones con la Federación de Fútbol de Macedonia. En noviembre de 2013, Boško Gjurovski sería nombrado nuevo director de la selección nacional.

#### Clasificatorias para la Eurocopa Francia 2016

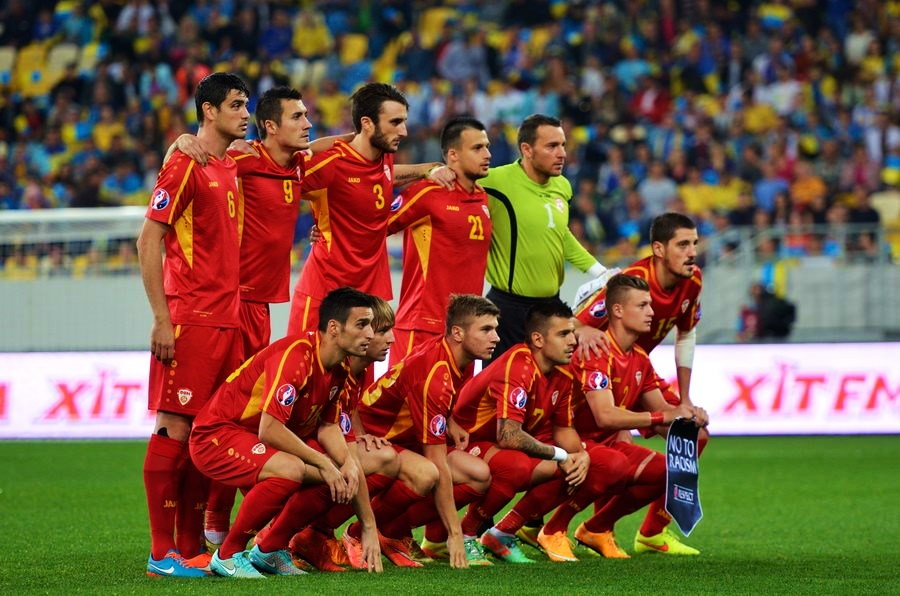
Macedonia del Norte antes de un partido contra

El 23 de febrero de 2014, Macedonia fue agrupada en el Grupo C de las eliminatorias para la Eurocopa 2016 junto a España, Ucrania, Eslovaquia, Bielorrusia y Luxemburgo. Sin embargo, el equipo nacional tuvo un desastroso comienzo contra España, en Valencia, con una derrota por 1-5. La única victoria conseguida fue contra Luxemburgo, en Skopie.
Después de ese partido, Macedonia entró en una desastrosa racha de cuatro derrotas. Debido a los malos resultados en la clasificatoria, el entrenador Boško Gjurovski fue despedido el 7 de abril de 2015, siendo reemplazado por Ljubinko Drulović. La mala racha, continuó tras las derrotas ante Eslovaquia y Luxemburgo, por el gol tardío de Sébastien Thill, tras un penal fallido de Besart Abdurahimi. Sus decepcionantes actuaciones continuaron, contra España y Ucrania, ambos en casa.
En el último partido contra Bielorrusia en Barysaw, consiguieron un empate que rompió la racha de siete derrotas, terminando últimos, por detrás de Luxemburgo.

#### Clasificatorias para la Copa del Mundo Rusia 2018
El 25 de julio de 2015, en plena fase de clasificación para la Eurocopa 2016, se celebraron en San Petersburgo, los sorteos de grupos de las eliminatorias para la Copa del Mundo de 2018, donde Macedonia fue alineada en el Bombo 5, enfrentándose nuevamente con España, y por primera vez con Italia, Albania, Israel y Liechtenstein.
En octubre de 2015, Drulović dejó el equipo nacional para unirse al club serbio Partizan y el puesto de entrenador fue asumido por el exentrenador del Rabotnički y exentrenador asistente del equipo nacional Igor Angelovski. Ese mismo mes, la superestrella del fútbol macedonio Goran Pandev regresó a la selección nacional después de dos años de ausencia.
Macedonia arrancó con otra actuación decepcionante con una derrota ante Albania en Shkodër, con un gol de Bekim Balaj en los últimos momentos del partido, en un partido que se jugó a lo largo de dos días, debido a su interrupción en el minuto 76 por las malas condiciones del terreno. También perdió ante Israel en casa al fallar un tiro penal de Adis Jahović en los últimos minutos. Después de eso, la selección también perdió ante Italia, tras ir ganando por 2-1 con los goles de Ilija Nestorovski y Ferhan Hasani, y ante España, en Granada, por 4-0.
Finalmente, en marzo de 2017, Macedonia registró su primera victoria en la clasificatoria contra Liechtenstein por 3-0. Por otra parte, perdió ante España en Skopie, por 1-2. También derrotaron a Israel, por 1-0, con gol de Goran Pandev, que significó ganarle por primera vez a Israel. Finalizaron con un empate frente a Albania, en Strumica, por 1-1.

### El resurgimiento de la selección (2018-presente)

#### Liga de Naciones de la UEFA 2018-19
En la primera edición de la Liga de Naciones de la UEFA, Macedonia jugó en la Liga D, la cuarta y más baja división de esa competición. Macedonia fue encuadrada en el Grupo 4 con Armenia, Liechtenstein y Gibraltar.
Macedonia debutó ante Gibraltar con una victoria 0-2 en condición de visitante, con goles de Ivan Tričkovski y Ezgjan Alioski, a la que le seguirían dos triunfos más, ante Armenia, de local, con goles de Alioski y de su estrella Goran Pandev, y ante Liechtenstein por 4-1, gracias al doblete de Aleksandar Trajkovski y a los goles de Alioski y Pandev. Sin embargo esta buena racha, acabaría frente a Armenia, ya que vapulearon a los macedonios por un 4-0.
Macedonia se recuperó del golpe y ganaría en condición de visitante a Liechtenstein por 2-0 y a Gibraltar por un contundente 4-0 con doblete de Ilija Nestorovski, y los goles de Enis Bardhi y Aleksandar Trajkovsk, ganando el grupo, con cinco victorias y una derrota, además de ascender a la Liga C, y asegurarse una plaza a los play-offs de clasificación para la Eurocopa 2020.

#### Histórica clasificación para la Eurocopa 2020
Para la fase de clasificación de la Eurocopa 2020, Macedonia del Norte fue agrupada en el Grupo G, junto con Armenia, Austria, Israel, Letonia, Polonia y Eslovenia. Macedonia del Norte comenzó empatando con Eslovenia 1-1 y derrotando a Letonia por 3-1 en casa. Macedonia del Norte, luego perdería 0-1 ante Polonia y 1-4 ante Austria, ambos jugándose en Skopie. La situación mejoró un poco, empatando con Israel, y ganarle 2-1 a Eslovenia en casa. Esa victoria le dio a Macedonia del Norte alguna posibilidad de llegar a los dos primeros lugares del grupo, ayudando indirectamente a aliviar la presión sobre Polonia. Sin embargo, fue Polonia quien les quitó la esperanza de quedar entre los dos primeros, perdiendo 2-0 frente a ellos. Con la esperanza molida, perdieron 1-2 a domicilio ante Austria, terminando en tercer lugar, la posición más alta alcanzada por la selección en algún proceso clasificatorio.
Sin embargo, tras haber logrado anteriormente el primer lugar de su grupo en la Liga de Naciones de la UEFA, Macedonia del Norte pudo disputar su primer play-off clasificatorio para algún torneo internacional, jugando las semifinales de la Ruta D contra Kosovo, venciendo por 2-1. En la final, se enfrentaron a Georgia, ganando por 1-0, con gol del histórico Goran Pandev, clasificando a su primer torneo internacional.

#### Liga de Naciones de la UEFA 2020-21
Después de ganar su grupo en la Liga D, en la primera edición de la Liga de Naciones, Macedonia del Norte ascendió a la tercera división de la competición, la Liga C. Quedó encuadrada en el Grupo 2 junto con Armenia, Estonia y Georgia.
Macedonia debutaría con una cómoda victoria ante Armenia por 2-1 a domicilio, sin embargo tuvieron un tropiezo al empatar con Georgia por 1-1, luego volverían a empatar, esta vez con Estonia, adelantándose con un autogol del defensa Marten Kuusk al minuto 3, sin embargo, el equipo local remontaría el partido con un doblete de Rauno Sappinen y un gol de Frank Liivak; pero los macedonios lograron empatar gracias a los goles de Goran Pandev y de Gjoko Zajkov. Luego empatarían nuevamente con Georgia, donde los georgianos se adelantaron con un gol al minuto 77 de Khvicha Kvaratskhelia, para que Ezgjan Alioski empatara al minuto 93, y cerrarían el torneo con una victoria ante Estonia por 2-1, y con una derrota frente a su perseguidor Armenia, por 1-0, gracias al gol de Hovhannes Hambardzumyan, accediendo estos últimos a la Liga B con 11 puntos, mientras que Macedonia del Norte se mantuvo en la Liga C.

#### Eurocopa 2020
Macedonia del Norte hizo su debut en un torneo internacional el 13 de junio del 2021 ante Austria, donde los austriacos se adelantarían con gol de Stefan Lainer al minuto 18, sin embargo Goran Pandev pondría las tablas momentáneamente, anotando el primer gol de su selección en una Eurocopa; sin embargo en los minutos finales, los macedonios recibieron dos goles más, de parte de Michael Gregoritsch, al minuto 78 y Marko Arnautović, al minuto 89, sellando una amarga derrota. Su siguiente cotejo sería ante Ucrania, donde perderían por 2-1, gracias a los goles de Andriy Yarmolenko y Roman Yaremchuk, mientras que el descuento macedonio vendría de parte de Ezgjan Alioski. Finalmente ya eliminados se enfrentarían a Países Bajos. cayendo por 0-3.

##### Grupo C
| Selección           | Pts | PJ | PG | PE | PP | GF | GC | Dif |
| ------------------- | --- | -- | -- | -- | -- | -- | -- | --- |
| Países Bajos        | 9   | 3  | 3  | 0  | 0  | 8  | 2  | 6   |
| Austria             | 6   | 3  | 2  | 0  | 1  | 4  | 3  | 1   |
| Ucrania             | 3   | 3  | 1  | 0  | 2  | 4  | 5  | −1  |
| Macedonia del Norte | 0   | 3  | 0  | 0  | 3  | 2  | 8  | −6  |

| 13 de junio de 2021, 18:00 | Austria                                       | 3:1 (1:1) | Macedonia del Norte | Arena Națională, Bucarest                                                     |                                                                               |
| | Lainer 18' · Gregoritsch 78' · Arnautović 89' | Reporte   | Pandev 28'          | Asistencia: 9082 espectadores Árbitro(s): Andreas Ekberg VAR: Bastian Dankert | Asistencia: 9082 espectadores Árbitro(s): Andreas Ekberg VAR: Bastian Dankert |
| Debut de Macedonia del Norte en una Eurocopa. Goran Pandev convirtió el primer gol normacedonio en la Eurocopa. Primera victoria de Austria en una Eurocopa. |                                               |           |                     |                                                                               |                                                                               |

| 17 de junio de 2021, 15:00 | Ucrania                        | 2:1 (2:0) | Macedonia del Norte | Arena Națională, Bucarest                                                               |                                                                                         |
|                            | Yarmolenko 29' · Yaremchuk 34' | Reporte   | Alioski 57'         | Asistencia: 10 001 espectadores Árbitro(s): Fernando Rapallini VAR: Hernández Hernández | Asistencia: 10 001 espectadores Árbitro(s): Fernando Rapallini VAR: Hernández Hernández |

| 21 de junio de 2021, 18:00 | Macedonia del Norte | 0:3 (0:1) | Países Bajos                   | Johan Cruyff Arena, Ámsterdam                                                 |                                                                               |
|                            |                     | Reporte   | Depay 24' · Wijnaldum 51', 58' | Asistencia: 15 227 espectadores Árbitro(s): István Kovács VAR: Marco Di Bello | Asistencia: 15 227 espectadores Árbitro(s): István Kovács VAR: Marco Di Bello |

#### Histórico repechaje conseguido en las Eliminatorias para la Copa del Mundo 2022.
Para la campaña de clasificación para la Copa del Mundo de 2022, Macedonia del Norte fue sorteada en el Grupo J con las selecciones de Alemania, Rumania, Islandia, Armenia y Liechtenstein.
Harían su debut en una sufrida derrota por 3-2 ante Rumania, donde los rumanos se adelantaron 2-0, sin embargo los macedonios empatarían con goles de Arijan Ademi y Aleksandar Trajkovski en los minutos finales, para que Ianis Hagi anotara el 3-2 definitivo. En la siguiente jornada golearían 5-0 a Liechtenstein con goles de Enis Bardhi, doblete de Trajkovski, y goles de Eljif Elmas y Ilija Nestorovski de penal.
En la tercera jornada, Macedonia del Norte logró una histórica victoria por 2-1 a Alemania en Duisburgo, la cual  fue la primera derrota de Alemania en clasificatorias mundialistas  desde el 2001, además de la tercera en su historia. Macedonia se adelantaría con gol del histórico Pandev, sin embargo İlkay Gündoğan de penal pondría las tablas, pero Eljif Elmas pondría el 1-2 definitivo, que le daba la victoria a los macedonios.
En las siguientes tres jornadas, Macedonia del Norte, esta vez sin su goleador histórico Pandev, sembró tres empates; 0-0 con Armenia, contra Islandia, por 2-2 y otro 0-0, esta vez contra Rumania 0-0. En la séptima jornada goleo por 4-0 a Liechtenstein con goles de Darko Velkovski, Ezgjan Alioski, Boban Nikolov y Darko Churlinov. Luego, sería goleado por Alemania por 4-0.
En la penúltima jornada, Macedonia del Norte se encontraba un punto por debajo de Rumania, y debían visitar a Armenia, que también peleaba un cupo por el repechaje, resolviéndolo fácilmente tras una goleada por 0-5, con una notable participación de Enis Bardhi, que anotaría un triplete, además de los goles de Aleksandar Trajkovski y Milan Ristovski. Ya en la última jornada, derrotó en condición de local a Islandia por 3-1, logrando así tener un cupo por el repechaje por primera vez en su historia.
Macedonia del Norte hizo historia en el repechaje en la clasificatorias europeas rumbo a Catar 2022, ganándole al entonces campeón de Europa, Italia, con victoria por 1-0. En la final del repechaje se enfrentó contra Portugal, perdiendo por 2-0, gracias al doblete de Bruno Fernandes.

## Uniforme

### Titular
| 2010-2013 | 2013-2014 | 2014-2016 | 2016-2021 | 2021-2022 | 2023- |

### Alternativo
| 2010-2013 | 2013-2014 | 2014-2016 | 2016-2021 | 2021-2022 | 2023- |

## Resultados

### Últimos partidos y próximos encuentros
Actualizado al último partido jugado el 9 de junio de 2025
| Fecha      | Ciudad   | Local               | Resultado | Visitante           | Competición                     |
| ---------- | -------- | ------------------- | --------- | ------------------- | ------------------------------- |
| 07-09-2024 | Toftir   | Islas Feroe         | 1:1 (1:0) | Macedonia del Norte | Liga de Naciones UEFA 24/25     |
| 10-09-2024 | Skopje   | Macedonia del Norte | 2:0 (0:0) | Armenia             | Liga de Naciones UEFA 24/25     |
| 10-10-2024 | Riga     | Letonia             | 0:3 (0:1) | Macedonia del Norte | Liga de Naciones UEFA 24/25     |
| 13-10-2024 | Ereván   | Armenia             | 0:2 (0:0) | Macedonia del Norte | Liga de Naciones UEFA 24/25     |
| 14-11-2024 | Skopje   | Macedonia del Norte | 1:0 (0:0) | Letonia             | Liga de Naciones UEFA 24/25     |
| 17-11-2024 | Skopje   | Macedonia del Norte | 1:0 (0:0) | Islas Feroe         | Liga de Naciones UEFA 24/25     |
| 22-03-2025 | Vaduz    | Liechtenstein       | 0:3 (0:2) | Macedonia del Norte | Clasificación Copa Mundial 2026 |
| 25-03-2025 | Skopje   | Macedonia del Norte | 1:1 (0:0) | Gales               | Clasificación Copa Mundial 2026 |
| 06-06-2025 | Skopje   | Macedonia del Norte | 1:1 (0:1) | Bélgica             | Clasificación Copa Mundial 2026 |
| 09-06-2025 | Astaná   | Kazajistán          | 0:1 (0:1) | Macedonia del Norte | Clasificación Copa Mundial 2026 |
| 07-09-2025 | Skopje   | Macedonia del Norte | -:-       | Liechtenstein       | Clasificación Copa Mundial 2026 |
| 10-10-2025 | Bruselas | Bélgica             | -:-       | Macedonia del Norte | Clasificación Copa Mundial 2026 |
| 13-10-2025 | Skopje   | Macedonia del Norte | -:-       | Kazajistán          | Clasificación Copa Mundial 2026 |
| 18-11-2025 | Cardiff  | Gales               | -:-       | Macedonia del Norte | Clasificación Copa Mundial 2026 |

## Estadísticas

### Copa del Mundo
| Año         | Ronda                   | Posición                | PJ                      | PG                      | PE                      | PP                      | GF                      | GG                      | Goleador                |                         |
| ----------- | ----------------------- | ----------------------- | ----------------------- | ----------------------- | ----------------------- | ----------------------- | ----------------------- | ----------------------- | ----------------------- | ----------------------- |
| 1930 - 1990 | No existía la selección | No existía la selección | No existía la selección | No existía la selección | No existía la selección | No existía la selección | No existía la selección | No existía la selección | No existía la selección | No existía la selección |
| 1994        | No participó            | No participó            | No participó            | No participó            | No participó            | No participó            | No participó            | No participó            | No participó            | No participó            |
| 1998        | No clasificó            | No clasificó            | No clasificó            | No clasificó            | No clasificó            | No clasificó            | No clasificó            | No clasificó            | No clasificó            | No clasificó            |
| 2002        | No clasificó            | No clasificó            | No clasificó            | No clasificó            | No clasificó            | No clasificó            | No clasificó            | No clasificó            | No clasificó            | No clasificó            |
| 2006        | No clasificó            | No clasificó            | No clasificó            | No clasificó            | No clasificó            | No clasificó            | No clasificó            | No clasificó            | No clasificó            | No clasificó            |
| 2010        | No clasificó            | No clasificó            | No clasificó            | No clasificó            | No clasificó            | No clasificó            | No clasificó            | No clasificó            | No clasificó            | No clasificó            |
| 2014        | No clasificó            | No clasificó            | No clasificó            | No clasificó            | No clasificó            | No clasificó            | No clasificó            | No clasificó            | No clasificó            | No clasificó            |
| 2018        | No clasificó            | No clasificó            | No clasificó            | No clasificó            | No clasificó            | No clasificó            | No clasificó            | No clasificó            | No clasificó            | No clasificó            |
| 2022        | No clasificó            | No clasificó            | No clasificó            | No clasificó            | No clasificó            | No clasificó            | No clasificó            | No clasificó            | No clasificó            | No clasificó            |
| 2026        | Por disputarse          | Por disputarse          | Por disputarse          | Por disputarse          | Por disputarse          | Por disputarse          | Por disputarse          | Por disputarse          | Por disputarse          | Por disputarse          |
| 2030        | Por disputarse          | Por disputarse          | Por disputarse          | Por disputarse          | Por disputarse          | Por disputarse          | Por disputarse          | Por disputarse          | Por disputarse          | Por disputarse          |
| 2034        | Por disputarse          | Por disputarse          | Por disputarse          | Por disputarse          | Por disputarse          | Por disputarse          | Por disputarse          | Por disputarse          | Por disputarse          | Por disputarse          |
| Total       | 0/22                    | 0.º                     | 0                       | 0                       | 0                       | 0                       | 0                       | 0                       | -                       |                         |

### Eurocopa
| Año         | Ronda                   | Posición                | PJ                      | PG                      | PE                      | PP                      | GF                      | GG                      | DIF                     | Goleador                          |
| ----------- | ----------------------- | ----------------------- | ----------------------- | ----------------------- | ----------------------- | ----------------------- | ----------------------- | ----------------------- | ----------------------- | --------------------------------- |
| 1960 - 1992 | No existía la selección | No existía la selección | No existía la selección | No existía la selección | No existía la selección | No existía la selección | No existía la selección | No existía la selección | No existía la selección | No existía la selección           |
| 1996        | No clasificó            | No clasificó            | No clasificó            | No clasificó            | No clasificó            | No clasificó            | No clasificó            | No clasificó            | No clasificó            | No clasificó                      |
| 2000        | No clasificó            | No clasificó            | No clasificó            | No clasificó            | No clasificó            | No clasificó            | No clasificó            | No clasificó            | No clasificó            | No clasificó                      |
| 2004        | No clasificó            | No clasificó            | No clasificó            | No clasificó            | No clasificó            | No clasificó            | No clasificó            | No clasificó            | No clasificó            | No clasificó                      |
| 2008        | No clasificó            | No clasificó            | No clasificó            | No clasificó            | No clasificó            | No clasificó            | No clasificó            | No clasificó            | No clasificó            | No clasificó                      |
| 2012        | No clasificó            | No clasificó            | No clasificó            | No clasificó            | No clasificó            | No clasificó            | No clasificó            | No clasificó            | No clasificó            | No clasificó                      |
| 2016        | No clasificó            | No clasificó            | No clasificó            | No clasificó            | No clasificó            | No clasificó            | No clasificó            | No clasificó            | No clasificó            | No clasificó                      |
| 2020        | Fase de grupos          | 23°                     | 3                       | 0                       | 0                       | 3                       | 2                       | 8                       | -6                      | Goran Pandev y Ezdzhan Alioski: 1 |
| 2024        | No clasificó            | No clasificó            | No clasificó            | No clasificó            | No clasificó            | No clasificó            | No clasificó            | No clasificó            | No clasificó            | No clasificó                      |
| 2028        | Por definirse           | Por definirse           | Por definirse           | Por definirse           | Por definirse           | Por definirse           | Por definirse           | Por definirse           | Por definirse           | Por definirse                     |
| 2032        | Por definirse           | Por definirse           | Por definirse           | Por definirse           | Por definirse           | Por definirse           | Por definirse           | Por definirse           | Por definirse           | Por definirse                     |
| Total       | 1/17                    | 36.º                    | 3                       | 0                       | 0                       | 3                       | 2                       | 8                       | -6                      | Goran Pandev y Ezdzhan Alioski: 1 |

### Liga de Naciones de la UEFA
| Liga de Naciones de la UEFA | Liga de Naciones de la UEFA | Liga de Naciones de la UEFA | Liga de Naciones de la UEFA | Liga de Naciones de la UEFA | Liga de Naciones de la UEFA | Liga de Naciones de la UEFA | Liga de Naciones de la UEFA | Liga de Naciones de la UEFA | Liga de Naciones de la UEFA |
| Año                         | L                           | G                           | Ronda                       | J                           | G                           | E                           | P                           | GF                          | GC                          |
| --------------------------- | --------------------------- | --------------------------- | --------------------------- | --------------------------- | --------------------------- | --------------------------- | --------------------------- | --------------------------- | --------------------------- |
| 2018-19                     | D                           | 4                           | Primer lugar                | 6                           | 5                           | 0                           | 1                           | 14                          | 5                           |
| 2020-21                     | C                           | 2                           | Segundo lugar               | 6                           | 2                           | 3                           | 1                           | 9                           | 8                           |
| 2022-23                     | C                           | 4                           | Tercer lugar                | 6                           | 2                           | 1                           | 3                           | 7                           | 7                           |
| Total                       | Total                       | Total                       | 3/3                         | 18                          | 9                           | 4                           | 5                           | 30                          | 20                          |

## Jugadores

### Última convocatoria
Lista de jugadores para los partidos ante  Liechtenstein y  Gales correspondiente a la Clasificación de UEFA para la Copa Mundial de Fútbol de 2026.
| N.º | Nombre                | Posición       | Edad    | PJ | Goles | Equipo                |
| --- | --------------------- | -------------- | ------- | -- | ----- | --------------------- |
| 1   | Stole Dimitrievski    | Portero        | 31 años | 78 | 0     | Valencia              |
| 12  | Dejan Iliev           | Portero        | 30 años | 1  | 0     | UTA Arad              |
| 22  | Igor Aleksovski       | Portero        | 30 años | 1  | 0     | Rabotnički            |
|     | Damjan Shishkovski    | Portero        | 30 años | 11 | 0     | Borac Banja Luka      |
| 2   | Bojan Ilievski        | Defensa        | 25 años | 4  | 0     | Struga                |
| 3   | Andrej Stojchevski    | Defensa        | 22 años | 0  | 0     | Slovácko              |
| 4   | Nikola Serafimov      | Defensa        | 25 años | 22 | 1     | Fehérvár              |
| 5   | Gjoko Zajkov          | Defensa        | 30 años | 36 | 1     | Universitatea Craiova |
| 6   | Visar Musliu          | Defensa        | 30 años | 66 | 2     | Sint-Truidense        |
| 8   | Ezgjan Alioski        | Defensa        | 33 años | 83 | 1     | Al-Ahli               |
| 13  | Bojan Dimoski         | Defensa        | 23 años | 20 | 0     | Partizán              |
| 15  | Jovan Manev           | Defensa        | 24 años | 11 | 1     | Rijeka                |
| 7   | Eljif Elmas           | Centrocampista | 25 años | 67 | 13    | Torino                |
| 10  | Enis Bardhi           | Centrocampista | 30 años | 72 | 18    | Konyaspor             |
| 16  | Isnik Alimi           | Centrocampista | 31 años | 15 | 2     | Dalian Yingbo         |
| 17  | Agon Elezi            | Centrocampista | 24 años | 10 | 0     | Gorica                |
| 18  | Tihomir Kostadinov    | Centrocampista | 29 años | 28 | 0     | Piast Gliwice         |
| 21  | Jani Atanasov         | Centrocampista | 25 años | 23 | 3     | Puszcza Niepołomice   |
| 23  | Luka Stankovski       | Centrocampista | 22 años | 0  | 0     | Radnički 1923         |
|     | David Babunski        | Centrocampista | 31 años | 18 | 0     | Dundee United         |
| 9   | Aleksandar Trajkovski | Delantero      | 32 años | 93 | 22    | Hajduk Split          |
| 11  | Darko Churlinov       | Delantero      | 25 años | 31 | 4     | Burnley               |
| 14  | Kristijan Trapanovski | Delantero      | 25 años | 2  | 0     | Dundee United         |
| 19  | David Toshevski       | Delantero      | 24 años | 1  | 0     | Austria Klagenfurt    |
| 20  | Bojan Miovski         | Delantero      | 26 años | 31 | 8     | Girona                |
| DT  | Blagoja Milevski      | Entrenador     | 54 años | 32 |       |                       |

### Más participaciones

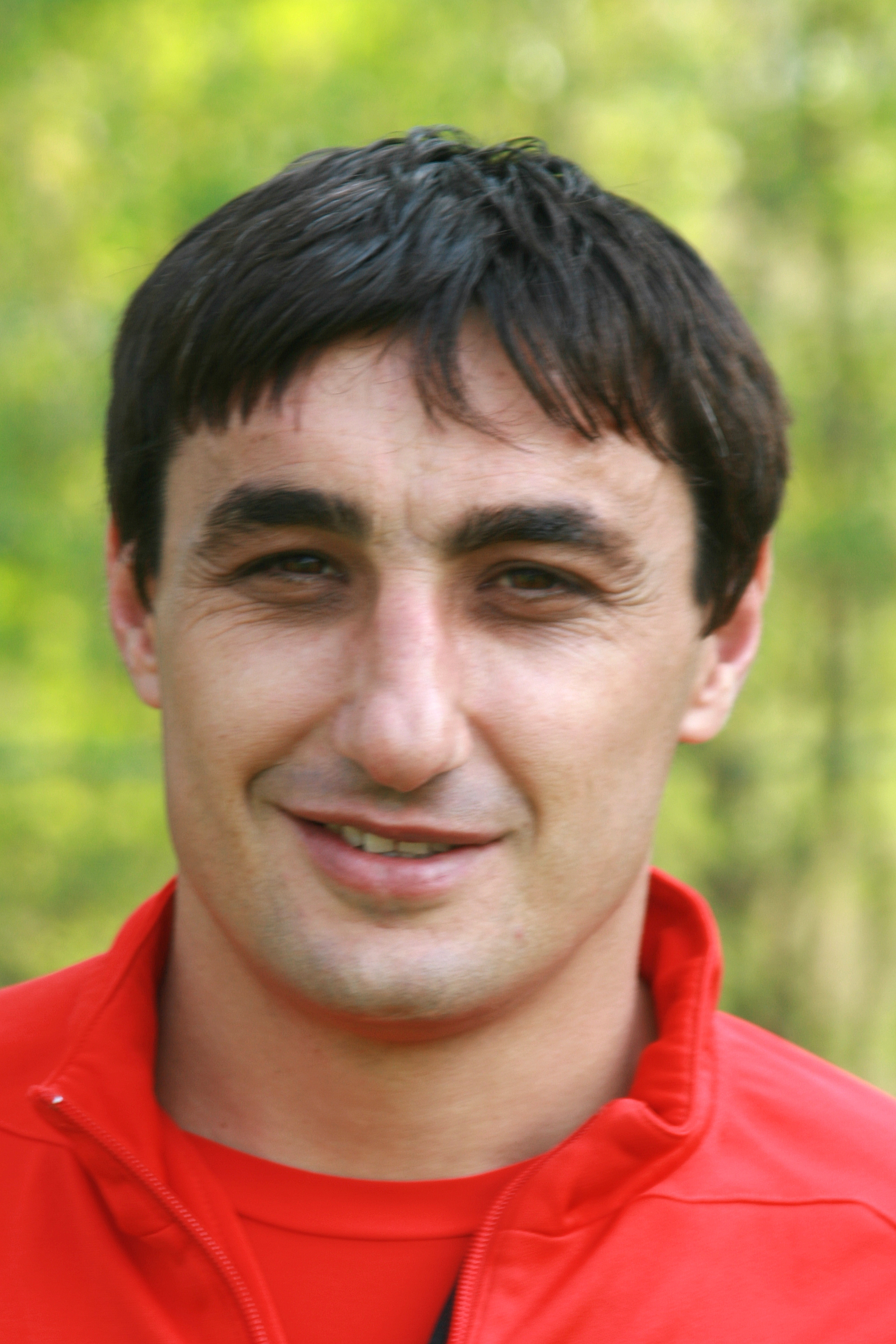
Goce Sedloski es el segundo futbolista con más presencias de Macedonia del Norte

| #  | Jugador               | Periodo   | Partidos |
| -- | --------------------- | --------- | -------- |
| 1  | Goran Pandev          | 2002-2021 | 122      |
| 2  | Goce Sedloski         | 1996-2010 | 100      |
| 3  | Aleksandar Trajkovski | 2011–Act  | 84       |
| 4  | Veliče Šumulikoski    | 2002–2013 | 84       |
| 5  | Stefan Ristovski      | 2011–Act  | 82       |
| 6  | Artim Šakiri          | 1996–2006 | 72       |
| 7  | Igor Mitreski         | 2001–2011 | 70       |
| 8  | Ezgjan Alioski        | 2013–Act  | 69       |
| 9  | Ivan Trichkovski      | 2010–2021 | 67       |
| 10 | Nikolče Noveski       | 2004–2013 | 64       |

### Máximos goleadores

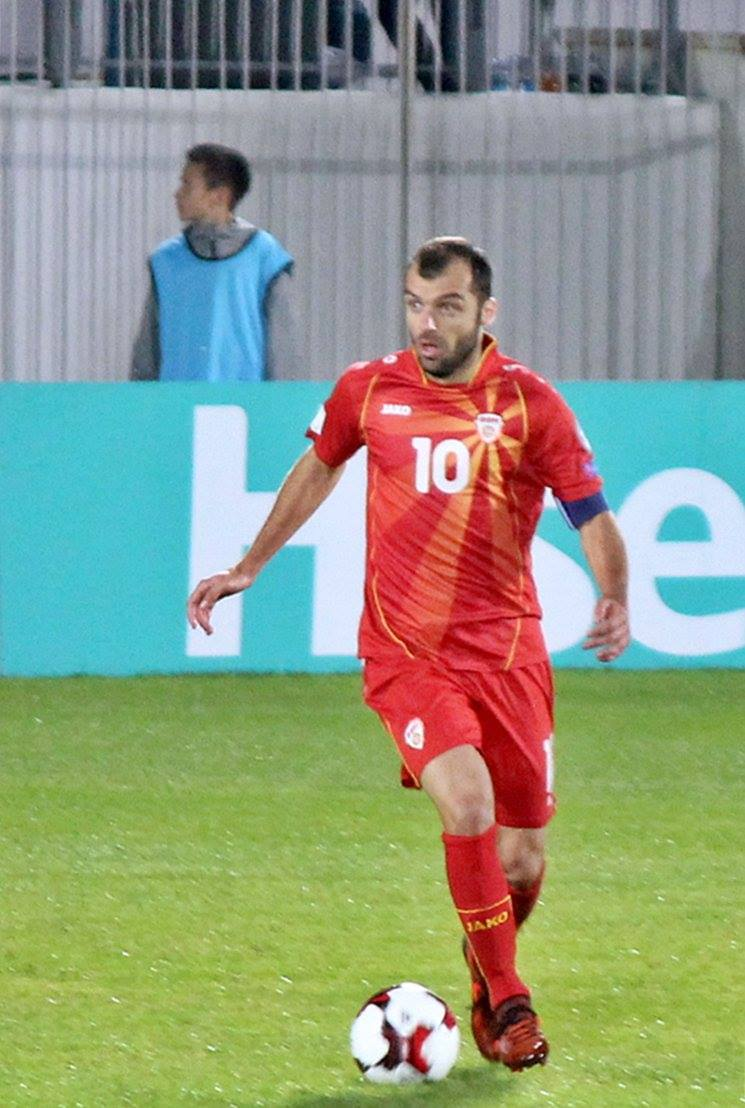
Goran Pandev es el máximo goleador de Macedonia del Norte con 38 goles en 122 presencias.

| #  | Jugador               | Periodo   | Goles | PJ. | Promedio |
| -- | --------------------- | --------- | ----- | --- | -------- |
| 1  | Goran Pandev          | 2002-2021 | 38    | 122 | 0,31     |
| 2  | Aleksandar Trajkovski | 2011-Act. | 21    | 86  | 0,24     |
| 3  | Gjorgji Hristov       | 1995-2003 | 16    | 48  | 0,33     |
| 3  | Enis Bardhi           | 2015-Act  | 16    | 58  | 0,26     |
| 5  | Artim Šakiri          | 1996-2006 | 15    | 72  | 0,21     |
| 6  | Elif Elmas            | 2009-Act  | 12    | 56  | 0,21     |
| 7  | Ezgjan Alioski        | 2013-Act. | 12    | 69  | 0,17     |
| 8  | Goran Maznov          | 2001-2009 | 10    | 45  | 0,22     |
| 8  | Ilija Nestorovski     | 2016-Act  | 10    | 46  | 0,22     |
| 10 | Ilčo Naumoski         | 2003-2012 | 9     | 46  | 0,22     |

## Entrenadores
| - Andon Dončevski (13 de octubre de 1993–15 de noviembre de 1995) - Gjoko Hadžievski (27 de marzo de 1996–9 de junio de 1999) - Dragi Kanatlarovski (5 de septiembre de 1999–28 de marzo de 2001) - Gjore Jovanovski (1 de mayo de 2001–15 de enero de 2002) - Nikola Ilievski (27 de marzo de 2002–30 de julio de 2003) - Dragi Kanatlarovski (20 de agosto de 2003–13 de febrero de 2005) - Slobodan Santrač (4 de marzo de 2005–25 de agosto de 2005) - Boban Babunski (interim) (1 de septiembre de 2005–17 de febrero de 2006) - Srečko Katanec (17 de febrero de 2006–6 de abril de 2009) - Mirsad Jonuz (16 de mayo de 2009–19 de junio de 2011) | - Vlatko Kostov (interino) (7 de septiembre de 2010) - Boban Babunski (interino) (10 de agosto de 2011) - John Toshack (7 de agosto de 2011–13 de agosto de 2012) - Goce Sedloski (interino) (15 de agosto de 2012) - Čedomir Janevski (21 de agosto de 2012–27 de septiembre de 2013) - Zoran Stratev (interino) (11 de octubre de 2013–16 de octubre de 2013) - Boško Gjurovski (5 de marzo de 2014–30 de marzo de 2015) - Ljubinko Drulovic (14 de junio de 2015-12 de octubre de 2015) - Igor Angelovski (12 de noviembre de 2015-junio de 2021) - Blagoja Milevski (septiembre de 2021-presente) |